# (24194) Palus
(24194) Palus — designació internacional — és un asteroide del cinturó principal descobert el 8 de desembre del 1999 a Modra per Adrián Galád i Dušan Kalmančok. Té una òrbita caracteritzada per un semieix major de 3,18 UA, una excentricitat de 0,17 i una inclinació de 6,0° respecte a l'eclíptica.